# Cesare Dujany
Cesare (César) Dujany (Saint-Vincent, 20 febbraio 1920 – Châtillon, 31 marzo 2019) è stato un politico italiano, presidente della Valle d'Aosta dal 1970 al 1974. Fu militante del movimento autonomista valdostano Democratici Popolari e più volte deputato e senatore unico in rappresentanza della Valle.

## Biografia
Ventenne combatté come partigiano nella brigata Marmore in Valtournenche e fu membro del CLN regionale. Si laureò in lettere all'Università di Torino nel 1949 con una tesi su Xavier de Maistre.
Dopo una fase ai vertici della Regione dell'Italia nordoccidentale, fu deputato dal 1979 passando al Senato nel 1987.
Nel 1985 fu il principale promotore, con Franco Bassanini, della legge quadro che - vedendo la luce quattro anni dopo - sancirà i principi fondamentali per la legislazione regionale in materia di ordinamento della professione della guida alpina, dell'accompagnatore di media montagna e della guida vulcanologica.
Tra il 1989 e il 1992 partecipò all'esperienza di Federalismo, la lista promossa da UV e dal Partito Sardo d'Azione che riunirà diversi movimenti federalisti, regionalisti ed autonomisti di tutta Italia.
Nel decimo e nell'undicesimo scrutinio dell'elezione del presidente della Repubblica del 1992 - che, al sedicesimo tentativo, porterà Oscar Luigi Scalfaro al Quirinale - ottenne dodici preferenze.
È stato presidente dell’Istituto storico della Resistenza e della società contemporanea della Valle d’Aosta.

## Curiosità
- La sua passione per la musica lo portò ad essere cofondatore del Corps philharmonique de Châtillon (banda municipale di Châtillon) e presidente della Fédération des harmonies valdôtaines (Federazione delle bande musicali valdostane).